# Моргацано Сант'Адамини (Латина)
Моргацано Сант'Адамини је насеље у Италији у округу Латина, региону Лацио.
Према процени из 2011. у насељу је живело 80 становника. Насеље се налази на надморској висини од 124 м.